# جشنة الصخرة الإفريقية
جشنة الصخرة الأفريقية (الاسم العلمي: Anthus crenatus) (بالإنجليزية: African Rock Pipit)‏ هو طائر صغير من الجواثم ينتمي لفصيلة التمرة وأم عجلان. تتواجد في ليسوتو في جنوب أفريقيا. مواطنها الطبيعية في الأراضي العشبية الشبه مدارية أو المدارية العالية.